# Ingvar Jónsson
En aquest nom islandès, el darrer nom és un patronímic, no pas un cognom. La manera de referir-se a aquesta persona és pel nom de pila.
Ingvar Jónsson (nascut el 18 d'octubre de 1989) és un porter de futbol d'Islàndia, que actualment juga a Sandefjord.